# Michał Tomaszek
Michał Tomaszek (ur. 23 września 1960 w Łękawicy, zm. 9 sierpnia 1991 w Pariacoto, w Peru) – polski duchowny franciszkanin konwentualny, misjonarz i męczennik, błogosławiony Kościoła katolickiego. Jeden z dwóch pierwszych polskich błogosławionych misjonarzy, którzy zmarli śmiercią męczeńską.

## Życiorys
Urodził się 23 września 1960 w Łękawicy koło Żywca jako syn Michała i Mieczysławy z domu Rodak w rolniczej rodzinie wielodzietnej (miał dwie siostry i starszego brata bliźniaka Marka). 23 października tegoż roku został ochrzczony w kościele św. Michała Archanioła w Łękawicy, otrzymując imiona Michał, Jan. 24 maja 1969 przyjął w tym kościele pierwszą komunię świętą.
Jako dziecko Michał doświadczył rodzinnej tragedii: jego ojciec popełnił samobójstwo. Po ukończeniu szkoły podstawowej w Łękawicy 5 czerwca 1975, kontynuował naukę w Niższym Seminarium Duchownym Ojców Franciszkanów w Legnicy. Po pięciu latach nauki otrzymał państwowy egzamin dojrzałości i 31 sierpnia 1980 rozpoczął nowicjat w Zakonie Braci Mniejszych Konwentualnych (Franciszkanie) w prowincji św. Antoniego i bł. Jakuba Strzemię w klasztorze w Smardzewicach. W latach 1981–1987 studiował teologię w Wyższym Seminarium Duchownym Franciszkanów w Krakowie. Pierwszą profesję zakonną złożył 1 września 1981, a potem 8 grudnia 1985 przyjął śluby wieczyste, by 7 czerwca 1986 przyjąć diakonat z rąk biskupa Henryka Gulbinowicza we franciszkańskim kościele św. Karola Boromeusza we Wrocławiu (podczas tej ceremonii prezbiterat otrzymał o. Zbigniew Strzałkowski – późniejszy towarzysz jego męczeństwa). 23 maja 1987 z rąk biskupa Albina Małysiaka przyjął święcenia kapłańskie i został skierowany do pracy duszpasterskiej do Pieńska koło Zgorzelca w okresie od 1 czerwca 1987 do 24 lipca 1989, gdzie m.in. prowadził zajęcia z dziećmi niepełnosprawnymi.
21 grudnia 1987 na ręce prowincjała franciszkanów o. Feliksa Stasicy OFMConv. złożył prośbę o pracę na misji, na którą otrzymał zgodę w kwietniu 1989. 24 lipca 1989 wyjechał na misję do miasteczka Pariacoto w Peru w Ameryce Południowej. Mimo gróźb ze strony terrorystów nie opuścił misji i 9 sierpnia 1991 został wraz z o. Zbigniewem Strzałkowskim zamordowany przez bojowników z organizacji Świetlisty Szlak (hiszp. Sendero Luminoso) strzałem w tył głowy.
Na miejscu ich męczeństwa usypano kamienną mogiłę z krzyżem. W sierpniu 1991 rząd Peru odznaczył go i jego towarzysza (pośmiertnie) najwyższym odznaczeniem Wielkim Orderem Oficerskim El Sol del Perú (pol. Słońce Peru). W 2022 został odznaczony pośmiertnie Krzyżem Wielkim Orderu Zasługi Rzeczypospolitej Polskiej.

## Beatyfikacja
Z inicjatywy diecezji w Chimbote oraz ojców franciszkanów, podjęto starania w celu wyniesienia męczenników z Pariacoto na ołtarze. Stolica Apostolska 5 czerwca 1995 wydała zgodę (nihil obstat) na rozpoczęcie procesu ich beatyfikacji, a postulatorem został początkowo o. Angelo Paleri OFMConv. Odtąd przysługiwał im tytuł Sług Bożych. Proces na szczeblu diecezjalnym toczył się w okresie od 9 sierpnia 1996 do 25 sierpnia 2002, po czym akta tego procesu zostały przekazane Kongregacji Spraw Kanonizacyjnych w Rzymie. Po zapoznaniu się z tą dokumentacją, Kongregacja Spraw Kanonizacyjnych wydała 24 października 2003 dekret o ważności postępowania diecezjalnego. W 2011 postulator złożył tzw. Positio, wymagane w toku dalszego postępowania beatyfikacyjnego. 14 listopada 2013 odbyło się posiedzenie konsultorów teologicznych, a 3 lutego 2015 sesja kardynałów i biskupów Kongregacji Spraw Kanonizacyjnych, która pozytywnie zaopiniowała propozycję ich beatyfikacji, po czym tego samego dnia papież Franciszek wydał dekret o ich męczeństwie. Odtąd przysługiwał im tytuł Czcigodnych Sług Bożych. 
13 lutego 2015 podczas spotkania franciszkanów z peruwiańskiej delegatury zdecydowano, aby 5 grudnia 2015 w Chimbote w Peru odbyła się uroczysta beatyfikacja o. Michała Tomaszka, o. Zbigniewa Strzałkowskiego i ks. Alessandro Dordiego przez prefekta Kongregacji Spraw Kanonizacyjnych kard. Angelo Amato, który reprezentował papieża. Odtąd przysługuje mu tytuł błogosławionego. Spoczywa w Kościele w Pariacoto w specjalnej poświęconej kaplicy, po dokonanej wcześniej 13 października 2015 ekshumacji jego szczątków i przełożeniu ich do nowej trumny. Obecnie (2019) postulatorem procesu kanonizacyjnego męczenników jest o. Damian-Gheorghe Pătraşcu OFMConv.
Wspomnienie liturgiczne jego i bł. o. Zbigniewa Strzałkowskiego jest 7 czerwca (tego dnia bł. Michał Tomaszek otrzymał święcenia diakonatu zaś bł. Zbigniew Strzałkowski święcenia prezbiteriatu), wcześniej obchodzone miało być 9 sierpnia (dies natalis)).

## Upamiętnienie

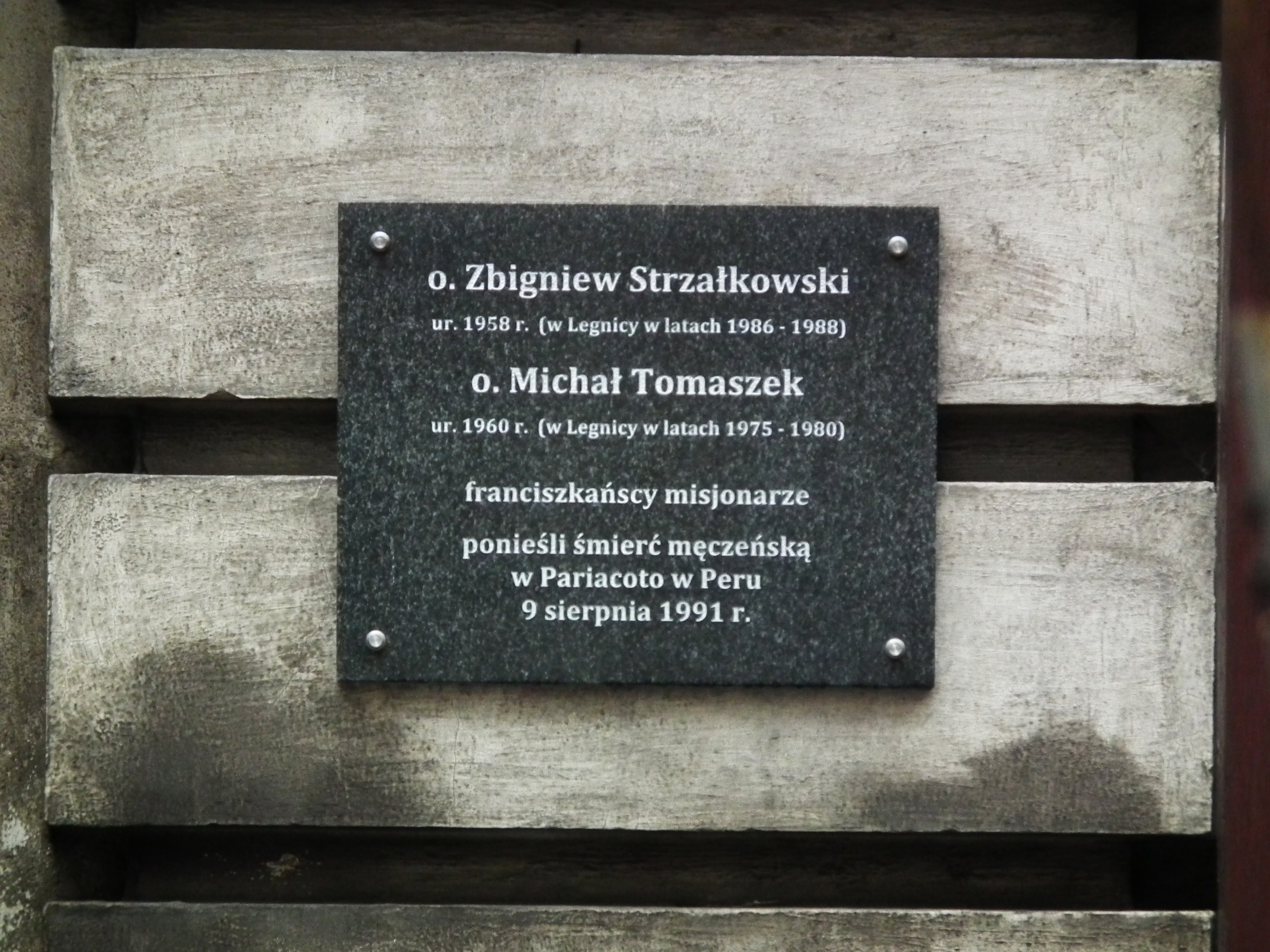
Tablica pamiątkowa ojców Zbigniewa Strzałkowskiego i Michała Tomaszka na ścianie kościoła św. Jana w Legnicy

W jego rodzinnej Łękawicy hali sportowej nadano imię Michała Tomaszka. W 2017 w domu rodzinnym Michała Tomaszka w Łękawicy została otwarta izba pamięci poświęcona jemu.
W Pieńsku, gdzie o. Michał Tomaszek został posłany zaraz po święceniach, byłe gimnazjum nosiło jego imię.
W 2015 r. wraz ze Zbigniewem Strzałkowskim został upamiętniony przez Pocztę Polską na wydanym w nakładzie 300 tys. sztuk znaczku pocztowym o nominale 1,75 zł.
W 2015 Telewizja Polska zrealizowała film dokumentalny pt. Życia nie można zmarnować w reżyserii Krzysztofa Tadeja o zamordowanych w 1991 roku, w Peru polskich misjonarzach o. Michale Tomaszku i o. Zbigniewie Strzałkowskim.
W maju 2016 r., polska grupa emigrantów z Belgii założyła grupę modlitewną pod patronatem i wstawiennictwem bł. Zbigniewa i bł. Michała, w której modlili się o przeciwdziałanie terroryzmowi.
14 lipca 2018 w centrum rekolekcyjnym „Paz y Bien” (pol. „Pokój i Dobro”) w Chimbote zostało otwarte Muzeum Męczenników Franciszkańskich, bł. Zbigniewa Strzałkowskiego i bł. Michała Tomaszka, zaś tego samego dnia zatwierdzono statut powstałego tam stowarzyszenia „Comunidad Martires de la Fe” (pol. „Wspólnota Męczenników Wiary”), zajmującego się szerzeniem kultu obu męczenników.
W Legnicy jedna z ulic nosi nazwę: Ojców Zbigniewa i Michała.
W Pieńsku jedna z ulic oraz Szkoła Podstawowa nr 2 noszą nazwę: Ojca Michała Tomaszka.
W podżywieckim Rychwałdku 10 października 2018 r. szkoła podstawowa i przedszkole otrzymały im. błogosławionych o. Zbigniewa Strzałkowskiego i o. Michała Tomaszka jako pierwsza placówka oświatowa w Polsce, której patronują obaj błogosławieni. natomiast 10 listopada 2021 szkoła podstawowa w Łoponiu przybrała takie samo imię jako druga w Polsce (na świecie).
22 stycznia 2023 r. został poświęcony pierwszy na świecie kościół pw. błogosławionych Zbigniewa Strzałkowskiego (i Michała Tomaszka) w Chimbote w Peru, a 5 grudnia 2023 r. konsekrowany. Konsekracji dokonał w 8. rocznicę ich beatyfikacji ordynariusz diecezji Chimbote ks. bp Angel Ernesto Zapata Bances.
Zostały odlane dzwony o imionach: Zbigniew Strzałkowski i Michał Tomaszek m.in. w Pariacoto - Peru (5.12.2015), Blieskastel - Niemcy (z XIV w.) - stary dzwon otrzymał (od 2019) imię błogosławionych, 7 uderzeń w ten dzwon symbolizuje 7 kontynentów świata i bije dla pokoju na świecie. Dzwony o imieniu Michał znajdują się we wsi Włochy (1992) oraz w miejscowości Pieńsk (kaplica cmentarna), w której posługiwał jako duszpasterz.